# Jákup Jakobsen

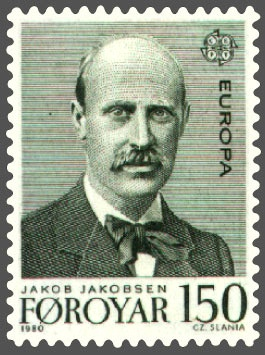
Jakob Jakobsen auf einer Briefmarke des Postverk Føroya von 1980.

Jákup Jakobsen, eigentlich Jakob Jakobsen (* 22. Februar 1864 in Tórshavn, Färöer; † 15. August 1918) war ein färöischer Linguist. Er gilt als einer der wichtigsten Väter der modernen färöischen Sprache, erster Herausgeber der färöischen Märchen und gleichzeitig als Retter der letzten Reste des Norn.

## Leben
Jákup war Sohn des Buchhändlers Hans Nicolai Jacobsen (H.N. Jacobsens Bókahandil) und Johanne Hansdatter. Als 13-Jähriger wurde er nach Dänemark auf die Herlufsholms Skole geschickt, die er 1883 absolvierte. Sein Skandinavistikstudium für das Lehramt mit Dänisch als Hauptfach schloss er 1891 ab.

## Jakobsen und das Färöische
Jakobsen profilierte sich 1889 in der färöischen Zeitung Dimmalætting als Kritiker von V. U. Hammershaimbs Orthographie, die ihm zu etymologisierend erschien. Er forderte eine Rückbesinnung auf die lautnahen Schreibungen von Jens Christian Svabo, Johan Henrik Schrøter und anderen. Offenbar vertrat er hier die Auffassungen des britischen Phonetikers Henry Sweet (1845–1912). Jakobsens bestes Argument war es, dass man nicht jeden Muttersprachler zu einem Sprachwissenschaftler erziehen könne, bis er Hammershaimbs Rechtschreibung gelernt habe.
Es entstand eine lebhafte Debatte, die in für färöische Verhältnisse ungewohnter Kontroversität ausgetragen wurde. Dies geschah in der Zeitschrift des Føringafelag (Färingergesellschaft) Føringatíðini, wo eine "7er-Kommission" (sjeymannanevndin) eingesetzt wurde, der sowohl Hammershaimb als auch Jakobsen angehörten.
Als Kompromiss kam die „Broyting“ (Veränderung) zustande, die sich aber bis auf ein paar Kleinigkeiten nicht weiter gegen Hammershaimbs Orthographie durchsetzen konnte. Jedoch hielt sich Jakobsen an diese Schreibung in seinen nachfolgenden Werken.
Gleichwohl half Jakobsen mit, Hammershaimbs Færøsk Anthologi (1891) zu dem Standardwerk seiner Zeit zu machen, indem er hier unter anderem lautschriftliche Beispiele der Dialekte lieferte, aber vor allem ein Glossar von 10.000 Stichworten Färöisch-Dänisch, was das erste kleine Wörterbuch der neufäröischen Schriftsprache darstellte.
Jakobsens vielleicht wichtigste Leistung beschreibt der Greifswalder Professor Christer Lindqvist 2003 wie folgt:

„Jakobsen hat als erster das Färöische als Wissenschaftssprache benutzt und gerade als Schöpfer von Neologismen seine Muttersprache nachhaltig geprägt. Bis dahin wurde die neue Schriftsprache vornehmlich für alltägliche Gebrauchstexte und Dichtung verwendet. Mit Jakobsens Broyting-Texten wird somit N. M. Petersens Vorstellung, daß Schriftfäröisch auf Sprachdenkmäler beschränkt sein sollte, endgültig aufgegeben. […] Durch Jakobsen bekommt die etymologisierende Orthographie einen modernen Fachwortschatz zur Seite gestellt.“

Eine Folge hieraus ist die färöische Sprachpolitik nach isländischem Vorbild.
Auch auf einem anderen Gebiet wurde Jakobsen für sein Volk unsterblich: Die Herausgabe der färöischen Volkssagen und Märchen (Færøske folkesagn og æventyr, 1898–1901). Sie werden nach wie vor als Schulbuchausgaben verlegt.

## Jakobsen und das Norn
Jakob Jakobsen hatte neben seinen Verdiensten für das Färöische überdies große Bedeutung für eine andere altwestnordische Sprache, nämlich die ausgestorbene shetländische Sprache Norn. Im 16. Jahrhundert sprachen die meisten Shetländer noch Norn, wie sie es nannten, aber in den folgenden Jahrhunderten wurde es von Niederschottisch verdrängt.
Als diese Sprache am Ende des 19. Jahrhunderts ausstarb, wurde sie im letzten Augenblick, dank Jakob Jakobsens Werk über die dortigen nordischen Ortsnamen, (Shetlandsøernes stednavne, 1901) sowie einem etymologischen Wörterbuch (Etymologisk Ordbog over det norrøne sprog på Shetland, 1908–1912), vor dem völligen Vergessen bewahrt. Er reiste überall auf den Shetlandinseln, besuchte viele Bewohner, fand die Sprache in einfachen Wörtern, unverständlichen Reihen von Wörtern und Reimen wieder, aber selten in längeren Sätzen. Es gelang ihm jedoch, über 10.000 Wörter zu finden.

## Werke
- 1891 – Færøsk anthologi (zusammen mit V.U. Hammershaimb). Kopenhagen, 1891. – 2 Bände (3. Ausgabe Tórshavn, 1991)
- 1892 – Poul Nolsø: et Livs- og Tidsbillede fra Færøerne ved Slutningen af det 18. og Begyndelsen af det 19. Aarhundrede – 87 S. (Biografie von Nólsoyar Páll)
- 1897 – Det norrøne sprog på Shetland – 193 S.
- 1898–1901 – Færøske folkesagn og æventyr – 648 S. (4. Ausg. 1975)
  - Färösägner efter Jakob Jakobsens "Færøske folkesagn og æventyr" i översättning av Birgitta Hylin. Stockholm, 1999 (auf Schwedisch)
  - 4 ævintýr: úr Sagnum og ævintýrum (Hrsg. Lydia Didriksen; Zeichnungen: Hanni Bjartalíð). Føroya skúlabókagrunnur, Tórshavn 2003. – 75 S. (4 färöische Märchen als Schulbuch)
- 1901 – Shetlandsøernes stednavne – 205 S.
  - The place-names of Shetland (2. Ausgabe – The Orcadian, Kirkwall 1993. – xxviii, 273 S.)
- 1902–1903 – Austfirðinga sœgur 264 S. (auf Isländisch)
- 1904 – Færøsk sagnhistorie: med en indledende oversigt over øernes almindelige historie og literatur – 81 S. (‚Färöische Sagengeschichte mit einer einleitenden Übersicht über die färöische Literatur und Geschichte‘)
- 1907 – Diplomatarium Færoense: føroyskt fodnbrævasavn: við søguligum rannsóknum (Nachdruck 1985)
- 1908–1912 – Etymologisk Ordbog over det norrøne sprog på Shetland (3 Bände)
  - An etymological dictionary of the Norn language in Shetland (2. Ausgabe – Shetland Folk Society, Lerwick 1985. – 2 Bände)
- 1912 – Poul Nolsöe: livssöga og Irkingar – 340 S. (erweiterte Biografie Nólsoyar Páls)

Artikel
- 1957 – Greinir og ritgerðir – 255 S. (Artikel und Aufsätze hrsg. von Christian Matras) – hierin u. a.:
  - 1889 – „Nogle ord om færøsk, samt et forslag til en ny færøsk retskrivning“. In: Dimmalætting, Tórshavn, Nr. 20–25
  - 1890 – „Det færøske Retskrivningsspørgsmål“. In: Dimalætting, Tórshavn, Nr. 12–14
  - 1904 – „Dansur og Kvøðing“ ("Färöischer Kettentanz und Färöische Balladen")

Auf Deutsch
- 2006 – Die Sage von Beinta und Peder Arrheboe (Sagnet om Beinta og Peder Arrheboe). In: Verena Stössinger, Anna Katharina Dömling (Hrsg.): »Von Inseln weiß ich …« Geschichten von den Färöern. Unionsverlag, Zürich 2006, ISBN 3-293-00366-4.